# Mr. Blue Sky
Mr. Blue Sky ist ein Lied der britischen Rockband Electric Light Orchestra vom Album Out of the Blue aus dem Jahr 1977. Das Lied ist das vierte Stück der Concerto for a Rainy Day Suite auf der dritten Seite der originalen Doppel-LP. Das Stück endet mit der Aufforderung von Jeff Lynne „Dreh mich um“. Das Lied war das vierte Hot-100 Top-40-Lied des Albums, das im November 1977 veröffentlicht wurde. Die Single erreichte Platz 6 der UK Charts und Nummer 35 in den Vereinigten Staaten. Es wurde auch als Sonderausgabe auf blauem Vinyl herausgegeben.

## Entstehung
Das Lied wurde von Jeff Lynne in der Schweiz geschrieben. Die Inspiration stammt von einem kurzen Moment guten Wetters nach einer längeren Regenperiode. Das Lied wurde zur „Hymne von Midlands“ gewählt, noch vor Liedern wie Come on Eileen und Stairway to Heaven und wird vor jedem Heimspiel des Birmingham City F.C. zu Ehren von Jeff Lynne und seiner lebenslangen Unterstützung und Freundschaft mit dem früheren Fußball-Spieler Trevor Francis gespielt.

## Kommerzieller Erfolg

### Chartplatzierungen
| ChartsChartplatzierungen       | Höchstplatzierung | Wochen |
| ------------------------------ | ----------------- | ------ |
| Deutschland (GfK)              | 27 (10 Wo.)       | 10     |
| Vereinigte Staaten (Billboard) | 35 (11 Wo.)       | 11     |
| Vereinigtes Königreich (OCC)   | 6 (11 Wo.)        | 11     |

### Auszeichnungen für Musikverkäufe
| Land/Region                  | Auszeichnungen für Musikverkäufe (Land/Region, Auszeichnung, Verkäufe) | Verkäufe  |
| ---------------------------- | ---------------------------------------------------------------------- | --------- |
| Dänemark (IFPI)              | Gold                                                                   | 45.000    |
| Deutschland (BVMI)           | Gold                                                                   | 250.000   |
| Italien (FIMI)               | Gold                                                                   | 35.000    |
| Neuseeland (RMNZ)            | 3× Platin                                                              | 90.000    |
| Spanien (Promusicae)         | Platin                                                                 | 60.000    |
| Vereinigte Staaten (RIAA)    | 3× Platin                                                              | 3.000.000 |
| Vereinigtes Königreich (BPI) | 4× Platin                                                              | 2.400.000 |
| Insgesamt                    | 3× Gold · 11× Platin ·                                                 | 5.880.000 |

## Coverversionen
Das Lied wurde von Tony Visconti, Kristeen Young und Richard Barone für Lynne Me Your Ears, einer Hommage an Jeff Lynne, gecovert. Die Gruppe The Delgados veröffentlichte das Lied auf The Complete BBC Peel Sessions. Lily Allen nahm das Lied für SFR auf, einen französischen Handyprovider. Die Gruppe The Decemberists coverte das Lied auf verschiedenen Konzerten. Der Soul-Künstler Mayer Hawthorne covert es auch regelmäßig auf seinen Konzerten und hat eine Live-Aufnahme auf einer Cover-EP veröffentlicht. 

## Trivia
- Mr. Blue Sky ist auch der Titel der BBC-Dokumentation "The Story of Jeff Lynne & ELO", die u. a. auf der BlurayDisk "Live in Hyde Park" enthalten ist.
- Im 2017 erschienenen Film Guardians of the Galaxy Vol. 2 des Marvel Cinematic Universe läuft dieses Lied während des Vorspanns, zu welchem die Figur Groot tanzt, während die anderen Guardians versuchen, eine Weltraumbestie zu erlegen.
- In der 2006 erschienen Episode "Love & Monsters" von Doctor Who wird Mr. Blue Sky eingespielt, während der Charakter Elton seine Liebe zur Musik von Jeff Lynne erklärt und dann zum Song tanzt.
- Im 2021 Special "Dear Earth" der Muppet Show wurde Mr. Blue Sky von Dr. Teeth and the Electric Mayhem gecovered.